# Xian de Fushun (Sichuan)
Pour les articles homonymes, voir Fushun (homonymie).
Le xian de Fushun (富顺县 ; pinyin : Fùshùn Xiàn) est un district administratif de la province du Sichuan en Chine. Il est placé sous la juridiction de la ville-préfecture de Zigong.

## Démographie
La population du district était de 1 208 556 habitants en 1999.